# Janet Gaynor
Janet Gaynor   (Filadèlfia, 6 d'octubre de 1906 - Palm Springs, 14 de setembre de 1984) va ser una actriu de cinema estatunidenca.
Va inspirar els animadors de Blancaneu i els set nans per al personatge de blancaneus.

## Biografia
Considerada la successora de Lillian Gish, va ser una de les principals estrelles del cinema entre el final de l'època muda i el principi del cinema sonor. Actriu d'aspecte fràgil, va fer sovint papers de noia ingènua i dolça, la qual cosa estava lluny de la realitat, en la qual es va manifestar com una espavilada dona de negocis.
Va ser guardonada amb l'Oscar a la millor actriu l'any 1928, per la seva interpretació de El setè cel, Els àngels del carrer i Sunrise. Va tornar a ser nominada l'any 1937 pel seu paper en la pel·lícula A Star Is Born (Ha nascut una estrella).

## Filmografia incompleta
| Any  | Pel·lícula                           | Paper                                                  | Notes                               |
| ---- | ------------------------------------ | ------------------------------------------------------ | ----------------------------------- |
| 1924 | Cupid's Rustler                      |                                                        | No surt als crèdits                 |
| 1924 | Young Ideas                          |                                                        | No surt als crèdits                 |
| 1925 | Dangerous Innocence                  | No surt als crèdits                                    |                                     |
| 1925 | The Burning Trail                    |                                                        | No surt als crèdits                 |
| 1925 | The Teaser                           |                                                        | No surt als crèdits                 |
| 1925 | The Plastic Age                      |                                                        | No surt als crèdits                 |
| 1926 | A Punch in the Nose                  | Bathing Beauty                                         | No surt als crèdits                 |
| 1926 | The Beautiful Cheat                  |                                                        | No surt als crèdits                 |
| 1926 | The Johnstown Flood                  | Anna Burger                                            |                                     |
| 1926 | Oh What a Nurse!                     |                                                        | No surt als crèdits                 |
| 1926 | Skinner's Dress Suit                 |                                                        | No surt als crèdits                 |
| 1926 | The Shamrock Handicap                | Lady Sheila O'Hara                                     |                                     |
| 1926 | The Galloping Cowboy                 |                                                        | No surt als crèdits                 |
| 1926 | The Man in the Saddle                |                                                        | No surt als crèdits                 |
| 1926 | The Blue Eagle                       | Rose Kelly                                             |                                     |
| 1926 | The Midnight Kiss                    | Mildred Hastings                                       |                                     |
| 1926 | The Return of Peter Grimm            | Catherine                                              |                                     |
| 1926 | Lazy Lightning                       |                                                        | No surt als crèdits                 |
| 1926 | The Stolen Ranch                     |                                                        | No surt als crèdits                 |
| 1927 | Two Girls Wanted                     | Marianna Wright                                        |                                     |
| 1927 | Seventh Heaven                       | Diane                                                  | Oscar a la millor actriu            |
| 1927 | Sunrise                              | The Wife - Indre                                       | Oscar a la millor actriu            |
| 1928 | Els àngels del carrer (Street Angel) | Angela                                                 | Oscar a la millor actriu            |
| 1928 | 4 Devils                             | Marion                                                 |                                     |
| 1929 | Lucky Star                           | Mary Tucker                                            |                                     |
| 1929 | Happy Days                           | Ella mateixa                                           |                                     |
| 1929 | Christina                            | Christina                                              |                                     |
| 1929 | Sunny Side Up                        | Mary Carr                                              |                                     |
| 1930 | High Society Blues                   | Eleanor Divine                                         |                                     |
| 1931 | The Man Who Came Back                | Angie Randolph                                         |                                     |
| 1931 | Daddy Long Legs                      | Judy Abbott                                            |                                     |
| 1931 | Merely Mary Ann                      | Mary Ann                                               |                                     |
| 1931 | Delicious                            | Heather Gordon                                         |                                     |
| 1932 | The First Year                       | Grace Livingston                                       |                                     |
| 1932 | Tess of the Storm Country            | Tess Howland                                           |                                     |
| 1933 | State Fair                           | Margy Frake                                            |                                     |
| 1933 | Adorable                             | Princesa Marie Christine                               |                                     |
| 1933 | Paddy the Next Best Thing            | Paddy Adair                                            |                                     |
| 1934 | Carolina                             | Joanna Tate                                            |                                     |
| 1934 | The Cardboard City                   | Ella mateixa                                           | Cameo                               |
| 1934 | Change of Heart                      | Catherine Furness                                      |                                     |
| 1934 | Servants' Entrance                   | Hedda Nilsson també anomenada Helga Brand              |                                     |
| 1935 | One More Spring                      | Elizabeth Cheney                                       |                                     |
| 1935 | The Farmer Takes a Wife              | Molly Larkins                                          |                                     |
| 1936 | Small Town Girl                      | Katherine 'Kay' Brannan                                |                                     |
| 1936 | Ladies in Love                       | Martha Kerenye                                         |                                     |
| 1937 | A Star Is Born                       | Esther Victoria Blodgett, també anomenada Vicki Lester | Nominada − Oscar a la millor actriu |
| 1938 | Three Loves Has Nancy                | Nancy Briggs                                           |                                     |
| 1938 | The Young in Heart                   | George-Anne Carleton                                   |                                     |
| 1957 | Bernardine                           | Mrs. Ruth Wilson                                       |                                     |

### Papers curts
| Any  | Pel·lícula                    | Paper        | Notes               |
| ---- | ----------------------------- | ------------ | ------------------- |
| 1924 | All Wet                       |              | No surt als crèdits |
| 1925 | The Haunted Honeymoon         |              | No surt als crèdits |
| 1925 | The Crook Buster              |              | No surt als crèdits |
| 1926 | WAMPAS Baby Stars of 1926     | Ella mateixa |                     |
| 1926 | Ridin' for Love               |              | No surt als crèdits |
| 1926 | Fade Away Foster              |              | No surt als crèdits |
| 1926 | The Fire Barrier              |              | No surt als crèdits |
| 1926 | Don't Shoot                   |              | No surt als crèdits |
| 1926 | Pep of the Lazy J             | June Adams   | No surt als crèdits |
| 1926 | Martin of the Mounted         |              | No surt als crèdits |
| 1926 | 45 Minutes from Hollywood     |              | No surt als crèdits |
| 1927 | The Horse Trader              |              | No surt als crèdits |
| 1941 | Meet the Stars #2: Baby Stars | Ella mateixa |                     |